# Demografía de los Estados Federados de Micronesia

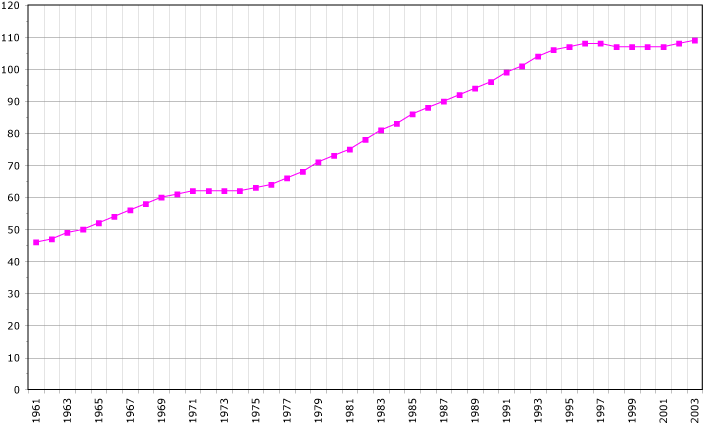
Evolución demográfica del país hasta el 2005.

Estos son los indicadores sociales básicos de los Estados Federados de Micronesia:
- Tasa de natalidad(1996-2001): 5 por 1000.
- Tasa de mortalidad infantil (1995-2001): 20 por 1000.
- Densidad de población (2001): 168 hab/km²
- Esperanza de vida al nacer (2001): 68 años.
- Crecimiento anual de la población (1990-2001):2%.
- Población urbana (2001): N.D..
- Tasa de analfabetismo (2001): 10%.
- Habitantes por médico (2000): N.D..

## Población
107.665 (julio de 2008 est.)

## Edad Ternaria
Hombres: 53.806
Mujeres: 53.859
0-14 años: 35,3% (hombres 19.344/mujeres 18.687)
15-70 años: 61,8% (hombres 33.142/mujeres 33.389)
65 años y más: 2,9% (hombres 1.320/mujeres 1.783) (2008 est.)

## Tasa de crecimiento
-0,191% (2008 est.)

## Tasa de natalidad
23,66 nacimientos/1.000 habitantes (2008 est.)

## Tasa de mortalidad
4,53 muertes/1.000 habitantes (2008 est.)
Tasa de migración neta
-21,04 migrante(s)/1.000 habitantes (2008 est.)

## Tasa de mortalidad infantil
Total: 27,03 muertes/1.000 nacimientos 
hombres: 29,8 muertes/1.000 nacimientos 
mujeres: 24,13 muertes/1.000 nacimientos (2008 est.)

## Expectativa de vida al nacer
Población total: 70,65 años 
hombres: 68,79 años 
mujeres: 72,61 años (2008 est.)

## Tasa de fertilidad
2,98 infantes nacidos/mujer (2008 est.)

## Tasa de alfabetización
Definición: mayores de 15 años que pueden leer y escribir 
población total: 89% 
hombres: 91% 
mujeres: 88% (1980 est.)